# Tuffi ai campionati mondiali di nuoto 2019 - Piattaforma 10 metri sincro maschile
La gara dei tuffi dalla piattaforma 10 metri sincro maschile dei campionati mondiali di nuoto 2019 si è svolta il 15 luglio presso il Nambu International Aquatics Centre di Gwangju. Alla gara hanno preso parte 17 coppie di atleti provenienti da altrettante nazioni. L'evento si è svolto in due turni, in ognuno dei quali le coppie hanno eseguito una serie di sei tuffi.

## Programma
| Data           | Ora (UTC+9) | Turno       |
| -------------- | ----------- | ----------- |
| 15 luglio 2019 | 13:00       | Preliminari |
| 15 luglio 2019 | 20:45       | Finale      |

## Risultati
Il turno preliminare si è svolto alle 13:00. La finale ha avuto inizio alle 20:45.

### Preliminari
| Pos. | Nazione         | Atlete                                       | Punti  | Note |
| ---- | --------------- | -------------------------------------------- | ------ | ---- |
| 1    | Cina            | Cao Yuan Chen Aisen                          | 460.29 | Q    |
| 2    | Gran Bretagna   | Tom Daley Matthew Lee                        | 416.28 | Q    |
| 3    | Russia          | Oleksandr Bondar Viktor Minibaev             | 407.37 | Q    |
| 4    | Canada          | Vincent Riendeau Nathan Zsombor-Murray       | 397.38 | Q    |
| 5    | Messico         | Kevin Berlín Reyes Ivan García               | 387.33 | Q    |
| 6    | Germania        | Timo Barthel Lou Massenberg                  | 378.96 | Q    |
| 7    | Corea del Sud   | Kim Yeong-nam Woo Ha-ram                     | 377.91 | Q    |
| 8    | Stati Uniti     | Benjamin Bramley Steele Johnson              | 373.80 | Q    |
| 9    | Australia       | Domonic Bedggood Declan Stacey               | 370.29 | Q    |
| 10   | Brasile         | Kawan Figueredo Pereira Isaac de Souza Filho | 342.06 | Q    |
| 11   | Ucraina         | Oleh Serbin Oleksij Sereda                   | 339.21 | Q    |
| 12   | Armenia         | Vladimir Harutyunyan Lev Sargsyan            | 336.48 | Q    |
| 13   | Malaysia        | Jellson Jabillin Hanis Jaya                  | 333.90 |      |
| 14   | Grecia          | Nikolaos Molvalis Athanasios Tsirikos        | 332.64 |      |
| 15   | Rep. Dominicana | Frandiel Gómez José Ruvalcaba                | 330.99 |      |
| 16   | Thailandia      | Conrad Lewandowski Thitipoom Marksin         | 277.86 |      |
| 17   | Uzbekistan      | Botir Khasanov Marsel Zaynetdinov            | 255.45 |      |

### Finale
| Pos. | Nazione       | Atlete                                       | Punti  |
| ---- | ------------- | -------------------------------------------- | ------ |
|      | Cina          | Cao Yuan Chen Aisen                          | 486.93 |
|      | Russia        | Oleksandr Bondar Viktor Minibaev             | 444.60 |
|      | Gran Bretagna | Tom Daley Matthew Lee                        | 425.91 |
| 4    | Ucraina       | Oleh Serbin Oleksij Sereda                   | 412.62 |
| 5    | Australia     | Domonic Bedggood Declan Stacey               | 411.24 |
| 6    | Corea del Sud | Kim Yeong-nam Woo Ha-ram                     | 401.67 |
| 7    | Messico       | Kevin Berlín Reyes Ivan García               | 400.71 |
| 8    | Stati Uniti   | Benjamin Bramley Steele Johnson              | 383.79 |
| 9    | Armenia       | Vladimir Harutyunyan Lev Sargsyan            | 372.48 |
| 10   | Germania      | Timo Barthel Lou Massenberg                  | 368.25 |
| 11   | Canada        | Vincent Riendeau Nathan Zsombor-Murray       | 368.19 |
| 12   | Brasile       | Kawan Figueredo Pereira Isaac de Souza Filho | 348.78 |